# Grube Barbecke
Die Grube Barbecke I war das kleinste Eisenerzbergwerk im Peiner Raum. Sie lag am Ortsausgang der niedersächsischen Ortschaft Barbecke in Richtung Söhlde. Sie baute auf dieselbe Trümmererzlagerstätte der Oberkreide wie ihre wesentlich bekanntere Nachbargrube Lengede-Broistedt.

## Geologie
Die Eisenerzlagerstätte Lengede-Broistedt wurde durch eine rund 10 km² große, längliche Mulde gebildet. In dieser lagerte das Oberemscher-Meer ausgewaschene Toneisenstein-Geoden ab. Das Abbaugebiet der Grube Barbecke I lag am westlichen Rand. Das Lager strich hier im Norden zu Tage aus und fiel mit fünf bis sieben gon nach Süden ein. Die Mächtigkeit schwankte zwischen einem und fünf Metern. Durchschnittlich enthielt das spätere Fördererz 26 % Fe, 20 % CaO, 14 % SiO2 und 1,6 % P.

## Geschichte und Technik
Der größte Teil der Berechtsame in Lengede-Broistedt wurde durch die Ilseder Hütte gehalten. In diesen begann der Bergbau bereits in der Mitte des 19. Jahrhunderts.
Das dagegen vergleichsweise kleine Grubenfeld Barbecke I wurde 1921 an den Bohrunternehmer Anton Raky verliehen. Dieser verkaufte es noch im gleichen Jahr an die August-Thyssen-Hütte AG. Mit der Gründung der Vereinigten Stahlwerke (VSt oder VESTAG) gelangte es in deren Besitz.
Zu einer Aufnahme von bergbaulichen Aktivitäten durch die Rohstoffbetriebe AG der VESTAG kam es erst 1936 auf Druck der Nationalsozialisten im Rahmen des Vierjahresplanes. Der Grubenaufschluss erfolgte durch einen einfallenden Bremsberg von über Tage aus. Von dort wurden Teilsohlen im Streichen der Lagerstätte aufgefahren, von denen aus der Abbau im aufwärtsgerichteten (schwebenden) Pfeilerbruchbau erfolgte. Bei den Aus- und Vorrichtungsarbeiten im Erzkörper wurden erstmals 6000 Tonnen Erz gewonnen.
Die geförderten Erze wurden über Förderbänder nach über Tage transportiert. In den ersten Betriebsjahren transportierte eine Drahtseilbahn das unaufbereitete Erz zur Bahnverladestation in Woltwiesche.
Die höchste Förderung betrug im Jahr 1940 etwa 400.000 Tonnen im Jahr. Mit dem Zusammenbruch Deutschlands zum Ende des Zweiten Weltkrieges kam der Betrieb zum Erliegen und wurde 1946 wieder aufgenommen.
Eine Aufbereitungsanlage wurde 1947 fertiggestellt und in Betrieb genommen. Das tonige Lengeder Erz ließ sich durch Waschen gut aufbereiten. Zum Absetzen der Berge entstanden in der Folgezeit zwei Schlammteiche. Die höchste Nachkriegsförderung wurde 1952 mit rund 225.000 Tonnen erreicht und fiel in den folgenden Jahren ständig ab. Durch die begrenzten Erzvorräte beschränkte sich die technische Ausstattung des Bergwerkes stets nur auf das Nötigste. Seit 1953 gehörte die Grube zur Barbara Erzbergbau AG.
Ende 1961 beschlossen die wichtigsten Stahlunternehmen im Ruhrgebiet, zukünftig keine inländischen Eisenerze mehr abzunehmen. Zu diesem Zeitpunkt kostete eine Tonne deutsches Erz mit etwa 30 % Eisengehalt rund 100 Deutsche Mark, ein Tonne aus Schweden einschließlich Transport 51 Deutsche Mark bei 60 % Eisen. Die Barbara Erzbergbau AG, deren Gesellschafter Ruhrkonzerne waren, verfügte die Stilllegung des Bergwerkes Barbecke im Juli 1962 als erste ihrer Gruben. Die Restpfeiler wurden jedoch noch in folgenden Jahren von der Schachtanlage Mathilde aus durch die Ilseder Hütte abgebaut.
Nach Betriebseinstellung der Grube wurden sämtliche Tagesöffnungen verschlossen und die Schlammteiche sowie die Bruchfelder rekultiviert. Die Betriebsgebäude wurden an andere gewerbliche Nutzer verkauft, bzw. nicht weiterverwendbare Anlagenteile abgebrochen.

## Heutiger Zustand (2009)
Das Betriebsgelände besteht aus zwei Parzellen. Im östlichen Areal (Hauptstraße 37) befanden sich die Verwaltungs-, Kauen- und Nebengebäude. Dieser Teil wird heute von der Edaphon-Humuswerk GmbH genutzt. Die schlichten Bauten sind heute verändert und durch andere Gebäude ergänzt worden, so dass sich der Zusammenhang mit einem ehemaligen Bergwerk nicht mehr ableiten lässt. Im Westen (Hauptstraße 57) befindet sich ein Komplex mit den ehemaligen Aufbereitungsgebäuden. Es handelt sich um mehrstöckige, kubische Betonbauwerke mit flachen Dächern. Ursprünglich waren sie mit Bandbrücken untereinander und mit dem Mundloch des Schleppschachtes verbunden gewesen. Eines der Gebäude kann heute als Veranstaltungsraum gemietet werden.